# Le Pâquier (Annecy)

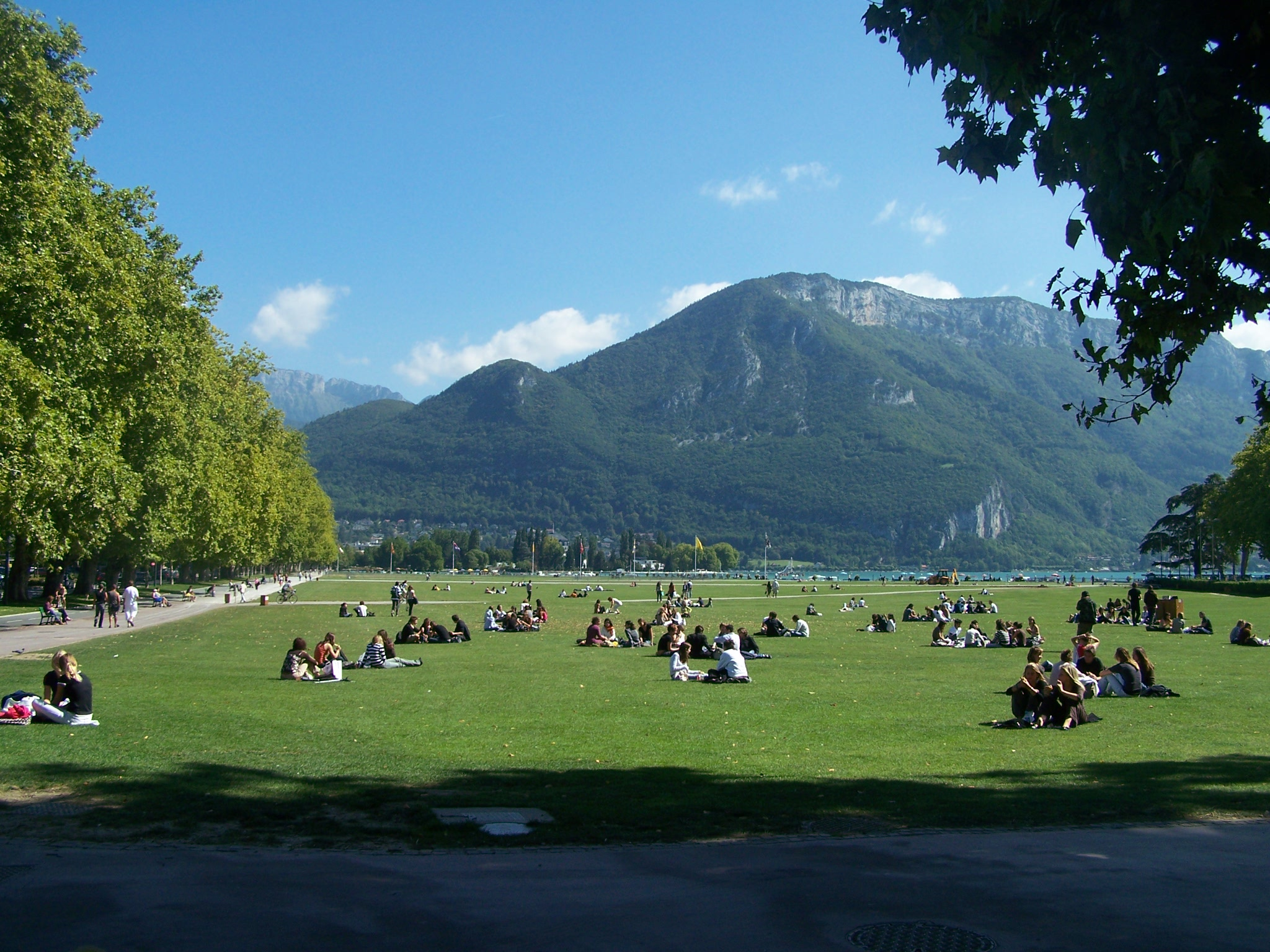
Gli Champ de Mars alla fine dell'estate

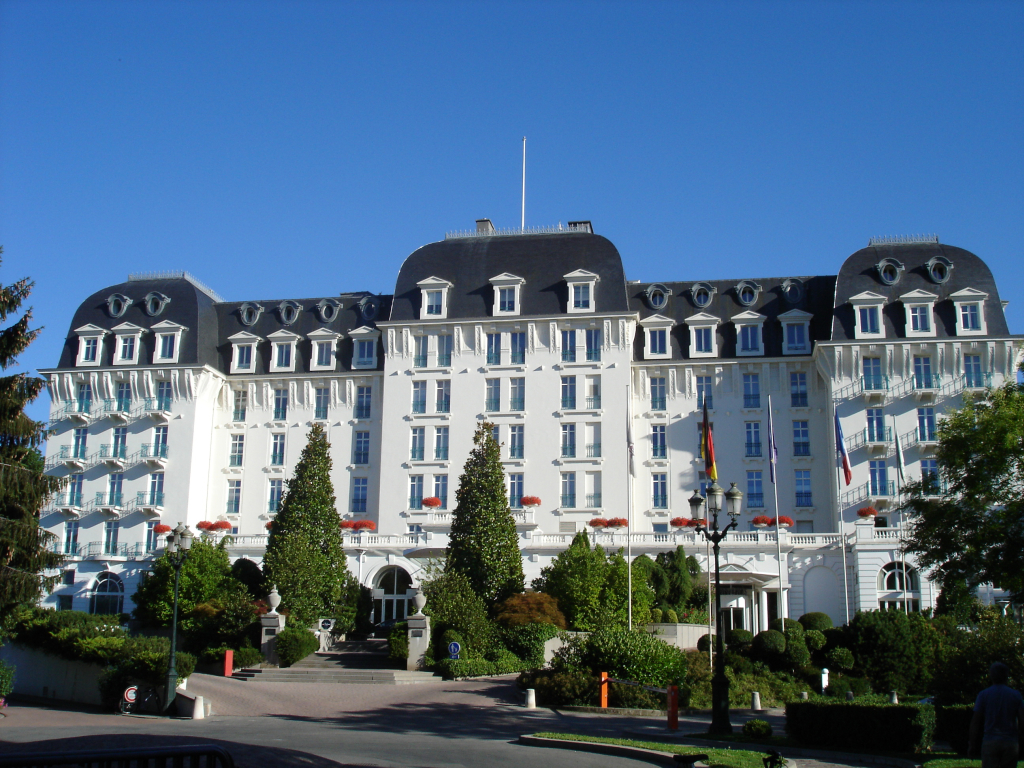
Il palazzo imperiale (2005)

Le Pâquier (francoprovenzale per "pascolo"), è una vasta area pedonale del comune di Annecy (in Alta Savoia) situata a lato del Lago di Annecy che offre una delle più belle panoramiche del lago e delle montagne circostanti.